# Донфрон-ан-Пуаре
Донфро́н-ан-Пуаре́ (фр. Domfront en Poiraie, норманд. Doumfrount) — новая коммуна на северо-западе Франции, находится в регионе Нормандия, департамент Орн, округ Аржантан, центр кантона Донфрон-ан-Пуаре. Расположена в 64 км к западу от Алансона и в 86 км к югу от Кана, в середине Анденского леса.
Население (на 2018 год) — 4211 человек.

## История
Коммуна Донфрон-ан-Пуаре образована 1 января 2016 года путём слияния трёх коммун:
- Донфрон
- Ла-От-Шапель
- Руэль

Центром новой коммуны является Донфрон. От него к новой коммуне перешли почтовый индекс и код INSEE. На картах в качестве координат Донфрон-ан-Пуаре указываются координаты Донфрона.

## Достопримечательности
- Руины средневекового замка и крепостная стена в Донфроне
- Церковь Нотр-Дам-сюр-л’О XI—XII годов в романском стиле в Донфроне
- Церковь Святого Жюльена 30-х годов XX века в неовизантийском стиле в Донфроне
- Особняк де ла Сосери в Ла-От-Шапеле
- Усадьба де ла Шалери XIV—XVIII веков в Ла-От-Шапеле

## Экономика
Структура занятости населения:
- сельское хозяйство — 3,2 %
- промышленность — 20,9 %
- строительство — 4,2 %
- торговля, транспорт и сфера услуг — 31,2 %
- государственные и муниципальные службы — 40,4 %

Уровень безработицы (2018) — 8,8 % (Франция в целом — 13,4 %, департамент Орн — 10,4 %). 
Среднегодовой доход на одного человека, евро (2018) — 20 290 (Франция в целом — 21 730, департамент Орн — 20 140).

## Администрация
Пост мэра Донфрон-ан-Пуаре с 2016 года занимает Бернар Суль (Bernard Soul), с 2014 года занимавший мост мэра Донфрона. На муниципальных выборах 2020 года возглавляемый им центристский список был единственным.
| Период | Период | Фамилия     | Партия        | Примечания |
| ------ | ------ | ----------- | ------------- | ---------- |
| 2016   |        | Бернар Суль | Разные правые | медбрат    |

## Галерея

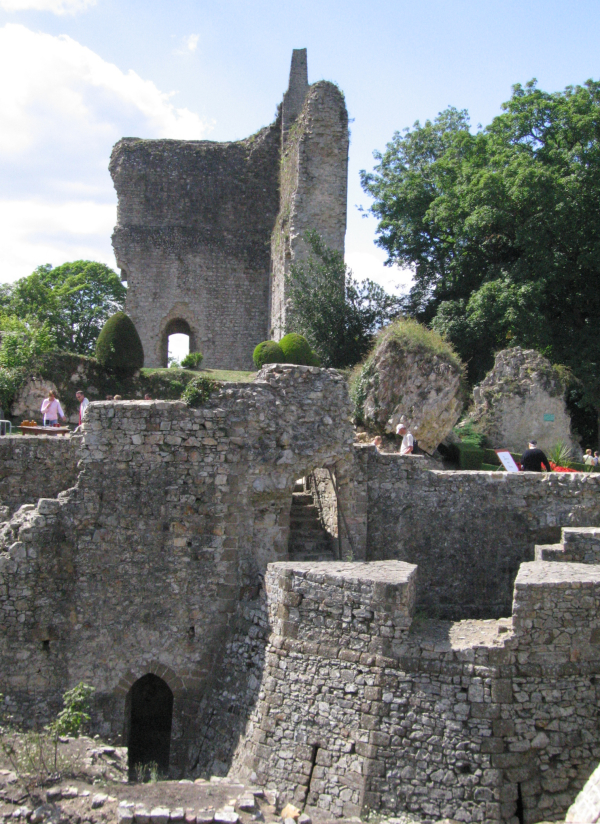
Руины средневекового замка
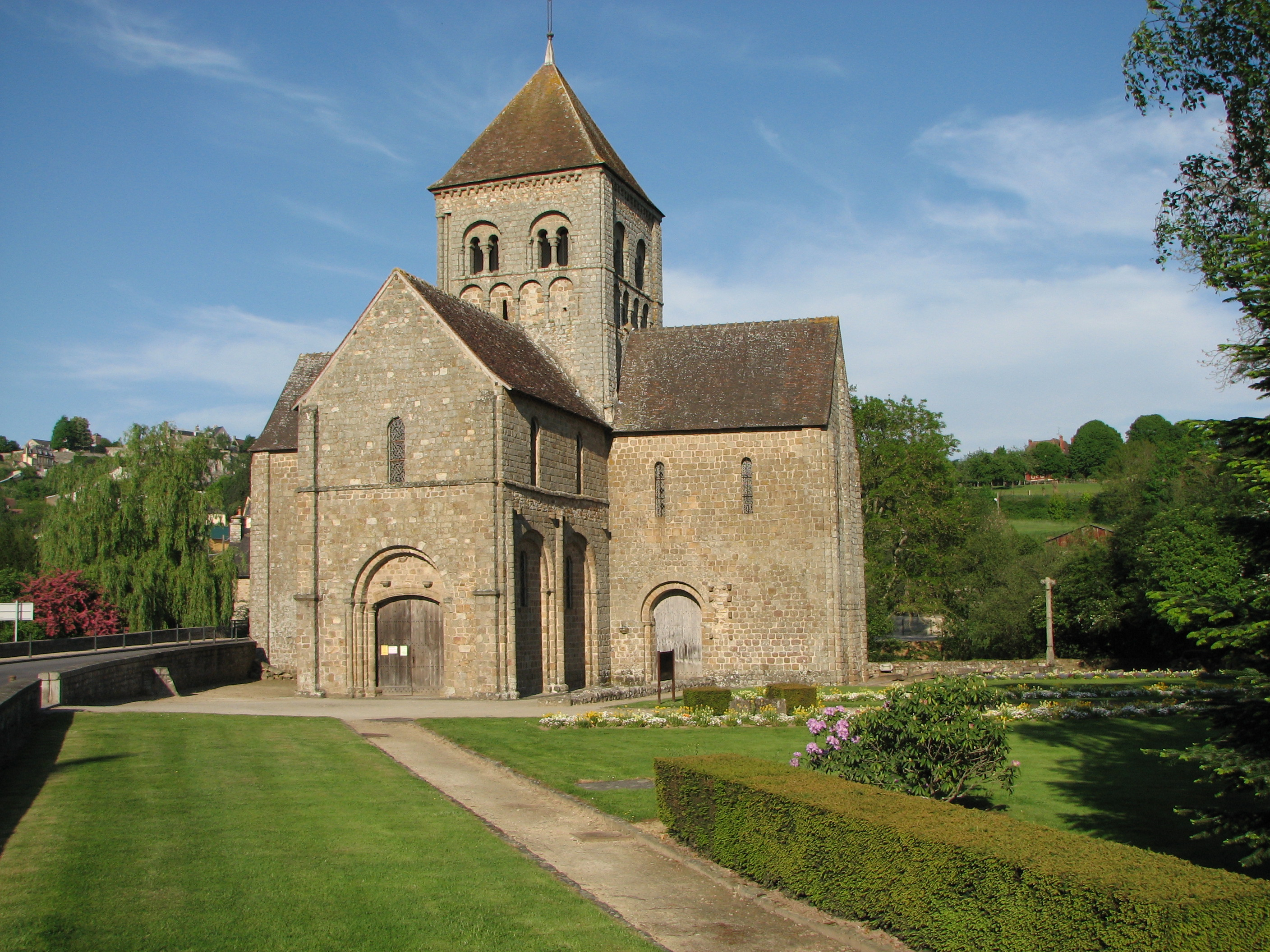
Церковь Нотр-Дам-сюр-л'О
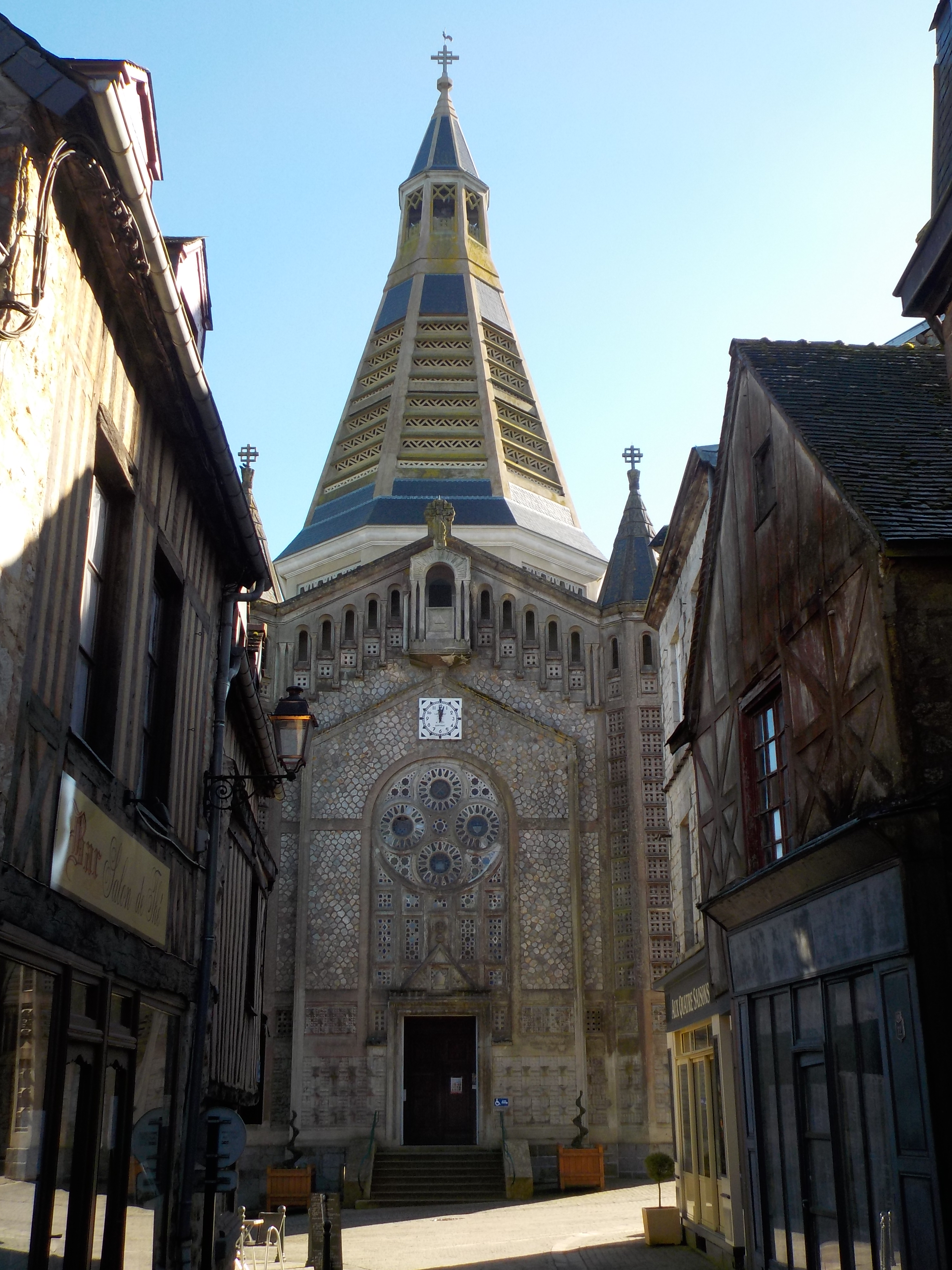
Церковь Святого Жюльена
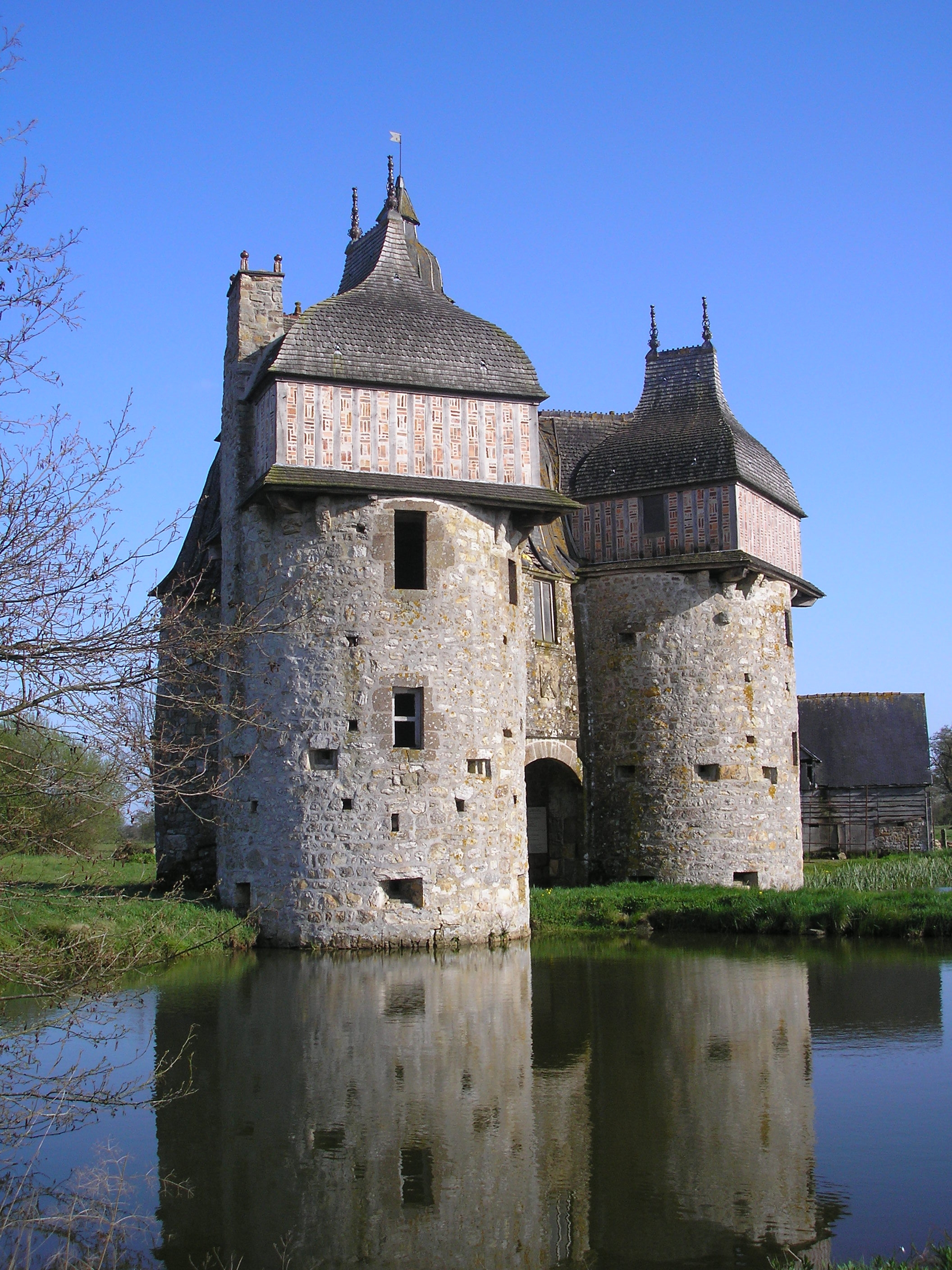
Особняк де ла Сосери